# فندق‌لی (زاقاتالا)
فندق‌لی (به لاتین: Fındıqlı) یک منطقه مسکونی در جمهوری آذربایجان است که در شهرستان زاقاتالا واقع شده است. فندق‌لی ۵۹۰ نفر جمعیت دارد.